# 桐旭医学专科学校
桐旭医学专科学校是抗日战争期间侵华日军与伪山西省政府在太原市成立的一所专科学校。

## 历史沿革
1942年1月，侵华日军第一军参谋长花谷正、第一军司令长官岩松义雄等人提议设立医学院并建立筹委会。伪山西省省长苏体仁担任筹委会主任。
1942年9月，山西省立桐旭医学专科学校成立。中方校长为王骧。日方校长为兵头周吉。校址在太原市南肖墙、东夹巷等地的原英国基督教浸礼会的全部房产。改山西省立医院为附属医院，院长先是樊树元，后任命兵头周吉为院长。医科学制4年，药科学制3年。
1942年10月1日，桐旭医专将山西省立医院移归该校的护士训练班改组为助产士看护士养成所，经伪教育总署查核备案后交由附属医院管理。
1943年12月，桐旭医专从伪卫生事务局接收俘虏患者疗养所及巡回医疗班。
1944年5月，王骧升任伪山西省省长。张嘉琳接任校长。同年，门诊大楼落成。本年在校学生约150人，分为三个医学班和两个药学班。
1945年日本投降后，被川至医学专科学校接收。

## 人体试验
据文献记载，日军曾用该校中国学生的皮肤进行皮肤医学实验。

## 轶事
1945年9月初，日本已经投降，但桐旭医专尚未被阎锡山接收。校长张嘉琳在主持升旗仪式时仍然坚持升起中国与日本两国国旗，引起学生抗议。